# Brûlure en plaques
La brûlure en plaques, ou sclérotiniose en dollars (Dollar spot en anglais) est une maladie fongique qui affecte le gazon.
Elle se caractérise par l'apparition de taches jaunies ou roussies de 5 à 7 cm de diamètre. L'agent causal est une espèce de champignons phytopathogènes ascomycètes, Sclerotinia homoeocarpa.
Cette maladie est favorisée entre autres par le caractère monospécifique de certains gazons, en particulier ceux des greens des terrains de golf. 
Les semenciers ont sélectionné des variétés de graminées , telles que Agrostis stolonifera ou Poa annua, qui y sont moins sensibles, mais des traitements fongicides curatifs ou préventifs (seuls ou en association) sont fréquents. Ces fongicides ne sont pas spécifiques (ils sont toxiques pour d'autres espèces) et on connait mal leur devenir et leur impact écotoxique synergique ou celui de leurs métabolites.

## Symptômes
Sur un gazon fin et texturé, la maladie apparaît sous la forme de taches rondes, de couleur brune à jaune paille, quelque peu enfoncées, de la taille d'une pièce de monnaie (d'où le nom de dollar spot donnée à cette maladie dans les pays de langue anglaise).
Dans le cas de graminées à texture grossière maintenues à une hauteur de coupe plus élevée, les taches de gazon mort sont plus grandes et plus diffuses. Ces taches sont souvent groupées. La brûlure en plaques se distingue facilement des autres maladies du gazon par des lésions de couleur brun clair bordées de brun rougeâtre sur le limbe des plantes poussant à la limite des zones infectées.
Chez les graminées à feuilles fines, les lésions entourent généralement le limbe foliaire. Tôt le matin, ou pendant les périodes de rosée prolongée, on peut voir le mycélium fongique se développer en toile d'araignée dans les zones infestées.
Dans les premiers stades de la maladie, les plantes infectées paraissent imbibées d'eau et flétries, mais les taches prennent rapidement à une couleur paille caractéristique. Le mycélium que l'on trouve sur le feuillage est souvent confondu avec celui d'autres champignons phytopathogènes, notamment des genres Pythium, Nigrospora et  Rhizoctonia.

## Plantes-hôtes
L'agent pathogène de la brûlure en plaques infecte la plupart des espèces de graminées de saison fraîche ou chaude du monde entier. On peut citer en particulier l'agrostide stolonifère (Agrostis stolonifera), le pâturin annuel (Poa annua), le pâturin des prés (Poa pratensis), le ray-grass anglais (Lolium perenne), la fétuque rouge (Festuca rubra), la fétuque élevée (Festuca arundinacea), le chiendent hybride (Cynodon dactylon x Cynnodon transvaalensis), l'herbe rampante (Paspalum vaginatum) et les espèces du genre Zoysia.
Cette maladie affecte surtout les  gazons tondus très court. 